# NK Gusar Komin
Nogometni klub Gusar Komin hrvatski je nogometni klub iz Komina. U sezoni 2024./25. natječe se u 1. ŽNL Dubrovačko-neretvanske županije.
Osnovan je 1928. pod imenom HŠK Gusar. Obnovljen je 1955. Prvi predsjednik kluba bio je N. Vlatković.

## Vanjske poveznice
- Profil, HNS Semafor